# 도널드 피트리

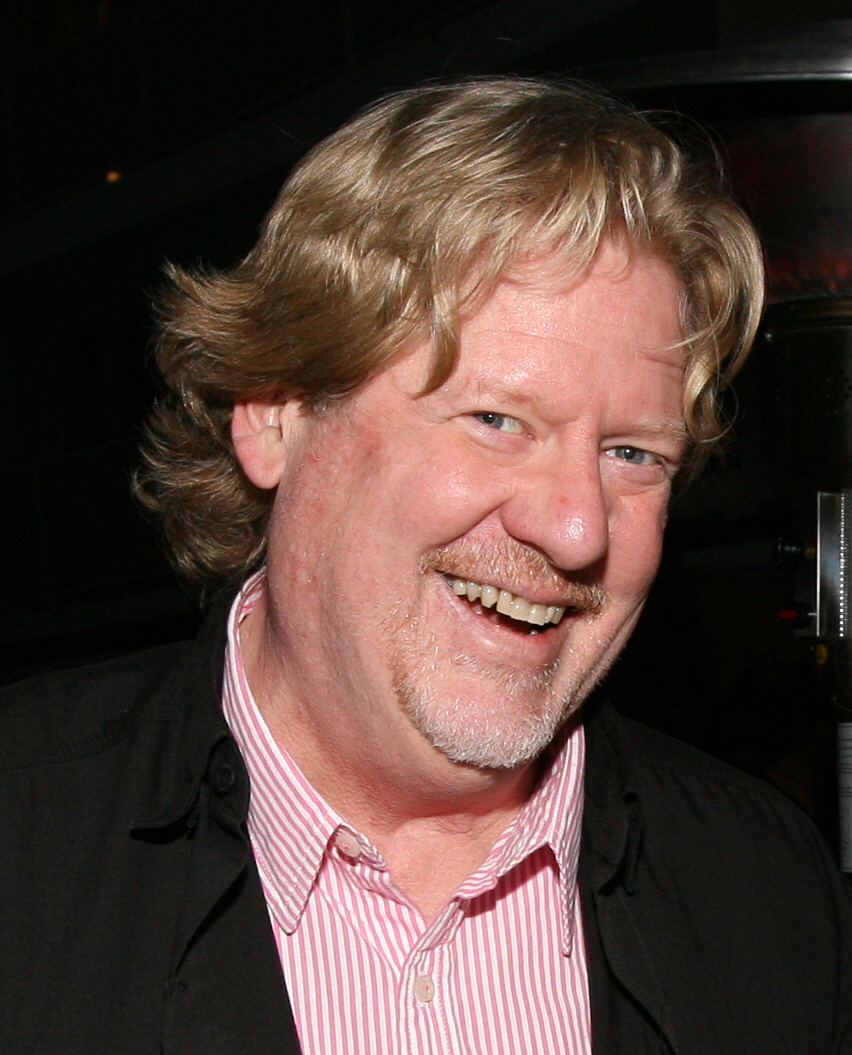
도널드 피트리

도널드 피트리(영어: Donald Petrie, 1954년 4월 2일 ~ )는 미국의 영화 감독이다.